# Colpodidiidae
Famille
Les Colpodidiidae sont une famille de Ciliés de la classe des Nassophorea et de l’ordre des Nassulida.

## Étymologie
Le nom de la famille vient du genre type Colpodidium, dérivé du grec ancien κολποδ / colpod, « courbé ; sinueux » (lui-même issu de κόλπος / kólpos, « pli ; cavité ; vallée profonde »), et du nouveau latin -idium (du grec  ειδος / eidos, « à l'aspect de »). Les noms Colpoda, Colpodea, Colpidium, Colpodidium (pour les deux derniers littéralement « ayant l'aspect d'un Colpoda »), font probablement référence au pli situé sur l'organisme où se trouve le sillon buccal ,.

## Description
Les Colpodidiidae sont de petite taille. Leur forme est allongée, ovoïde. Ils nagent librement dans leur milieu de vie. Leur ciliation somatique est  holotriche (c.à d. uniforme), avec une légère torsion des cinétides (groupe de cils) à l'extrémité antérieure. Leur région orale se situe dans le 1/3 moyen de la cellule, avec une cinétide parorale et trois polycinétides oraux dont la taille peut être réduite à un ou deux cinétosomes (organite intracellulaire d'où est issu un cil). Leur macronoyau est globuleux à ellipsoïde, pouvant se présenter sous la forme de deux nodules. Micronoyau, vacuole contractile et cytoprocte sont présents. Ils se nourrissant de bactéries et de flagellés.

## Distribution
Les Colpodidiidae vivent dans des habitats terrestres, en particulier les sols salins.

## Liste des genres
Selon GBIF (18 juillet 2023) :
- Apocolpodidium  Foissner, Agatha, & Berger, 2002
- Colpodidium Wilbert, 1982 genre type
  - Espèce type : Colpodidium caudatum Wilbert, 1982
- Pedohymena Foissner, 1995

Selon Lynn (2008) :
- Apocolpodidium Foissner, Agatha, & Berger, 2002
- Colpodidium Wilbert, 1982
- Pedohymena Foissner, 1995
- Phagoon Foissner, Agatha, & Berger, 2002
- Pseudocolpodidium Foissner, Agatha, & Berger, 2002

## Systématique
Le nom valide de ce taxon est Colpodidiidae Foissner, 1995.